# Pilar Padilla
Pour les articles homonymes, voir Padilla.
Pilar Padilla est une actrice mexicaine née le 12 juin 1970 à Mexico.
Elle est principalement connue pour son rôle de Maya dans Bread and Roses de Ken Loach.

## Filmographie
- 2000 : Bread and Roses : Maya
- 2001 : In the Time of the Butterflies : Dede
- 2002 : Fidel : Jeune mère
- 2003 : Sobre mi piel : Marina
- 2003-2005 : Mujer, casos de la vida real : six épisodes
- 2004 : Adán y Eva (Todavía) : Maîtresse du Café des Orients
- 2005 : La quietud y el fuego :
- 2005 : Breached :
- 2006 : 10:15 :
- 2006 : Marta's Sex Tape : Marta
- 2007 : Enlightened Blood : Amelia
- 2007 : Partes Usadas : Maru
- 2007 : Al terminar por la noche :
- 2008 : Arráncame la vida : Señora González
- 2008 : Terminales : deux épisodes
- 2008 : Capadocia : Guillermina Camacho (sept épisodes)
- 2011 : Los razones del corazón : Jaquie
- 2012 : La rosa de Guadalupe : Mónica (un épisode)
- 2012 : Un refugio para el amor : deux épisodes
- 2012 : Secretos de vecindad : Leonor
- 2013 : Lluvia adentro : Mesera
- 2014 : Mi corazón es tuyo : (sept épisodes)
- 2016 : Sin rastro de ti :